# 胜利街 (武汉市)
胜利街是中国湖北省武汉市江岸区的一条街道，西南到江汉路，东北到和平村上，纵贯整个江岸区，总长3.8公里，与两侧的沿江大道及中山大道平行。中间与南京路、北京路、天津路、合作路、兰陵路、黎黄陂路、黄兴路、车站路、蔡锷路、一元路、三阳路等多条街道相交。
胜利街贯穿原英、俄、法、德、日五国租界:76：
- 从江汉路（原歆生路）到至合作路（原界限路）属于汉口英租界，名为湖南街；
- 从合作路到黎黄陂路（原夷玛街）下首原属汉口俄租界，名玛琳街，收回后改名四民街；
- 从黄兴路（原巴黎街）口以上至中山大道（原西贡街）属于汉口法租界，原名德托美领事街；
- 从一元路（原名皓街）稍上至六合路（原名实街）稍下，属于汉口德租界，旧名汉中街；
- 从陈怀民路（原名上小路）至芦沟桥路（原名大正街）属于汉口日租界，以郝梦龄路为界，南段旧名中街，北段旧名大和街。

1946年元旦，国民政府在收回全部租界后，为庆祝抗日战争胜利，统一命名为胜利街:78。
胜利街的宽度仍维持租界时代的原状，各段宽窄不一。从江汉路至一元路段，即原英、俄、法三国租界段，宽约12米；从一元路至郝梦龄路段，即原德租界与日租界南段，宽约20米；郝梦龄路以下宽10米左右。各段两侧人行道的布置也不相同。
今天，胜利街两侧仍保留了不少租界时代遗留的欧式建筑：
- 在原英租界内，有交通银行（现建设银行）、英商卜内门洋行（现市电子工业局）、英文楚报馆（现省轻工进出口公司）、英商隆茂打包厂（现汉口打包厂）、俄商德林公寓（现市蔬菜公司）等；
- 在原俄租界内，有英商怡和洋行住宅、俄国工部局（现黄陂路小学）、唐生智公馆等；
- 在原法租界内，有协和教堂（业余学校）、平汉铁路局、犹太人经营的德明饭店（现江汉饭店）等；
- 在原德租界内，有德商西门子洋行（现市卫生局）、德国巡捕房（现武汉市公安局户政处）、犹太人经营的安利英洋行（现胜利饭店）、英商和记蛋厂（现汉口蛋厂）等。